# Doydirhynchus bicolor
Doydirhynchus bicolor is een keversoort uit de familie bastaardsnuitkevers (Nemonychidae). De wetenschappelijke naam van de soort werd in 1905 gepubliceerd door Maurice Pic.